# 10801 Lüneburg
10801 Lüneburg è un asteroide della fascia principale. Scoperto nel 1992, presenta un'orbita caratterizzata da un semiasse maggiore pari a 2,5423627 UA e da un'eccentricità di 0,1606759, inclinata di 4,54357° rispetto all'eclittica.